# Francis Bertram Welch
Francis Bertram Welch (* 1876 in South Stoneham, Hampshire; † 23. April 1949 in Cheltenham, Gloucestershire) war ein britischer Klassischer Archäologe und Diplomat.
Von 1894 bis 1898 studierte er Literatur und Sprachen (Französisch, Deutsch und Griechisch) am Magdalen College an der University of Oxford. Er leitete 1899 die Ausgrabungen für das British Museum in Kouklia und Klavdia. Im folgenden Jahr verfasste er die Veröffentlichung dazu an der British School at Athens. Nach seiner Rückkehr arbeitete er als Lehrer an der Oswestry School. 1911 wurde er Mitglied der Freimaurer.
Im Ersten Weltkrieg arbeitete er für das Intelligence Corps als Übersetzer im Rang eines Second Lieutenant. Er diente zunächst als Intelligence Officer für das XVI. Corps der British Salonika Army in Makedonien (Salonikifront). Er wurde temporär zum Captain befördert und befehligte das 10. Civil Labour Battalion. Er erkrankte jedoch an der Ruhr. Nach seiner Genesung wurde er temporär zum Lieutenant unter Lieutenant General George Milne ernannt und diente wieder als Intelligence Officer. Danach wurde er nach Konstantinopel und schließlich nach Athen versetzt. Während seiner Zeit bei der British Salonika Army besuchte Francis Bertram Welch zusammen mit Carl Blegen Dikili Tash, wobei sie prähistorische Keramikscherben einsammelten.
Nach dem Krieg wurde er Vizekonsul in Athen und Offizier zur Passkontrolle. Diesen Titel trug für gewöhnlich der Leiter des Secret Intelligence Service, also des Nachrichtendienstes.
Francis Bertram Welch war verheiratet, hatte zwei Söhne und wurde mit der British War Medal und der Victory Medal ausgezeichnet.

## Werke
- The Influence of the Ægean Civilisation on South Palestine. In: Palestine Exploration Quarterly. Band 32, Nummer 4, 1900, S. 342–350.
- Notes on the Pottery. In: The Annual of the British School at Athens. Band 6, 1900, S. 85–92.
- Macedonia: prehistoric pottery. In: The Annual of the British School at Athens. Band 23, 1918–1919, S. 44–50.
- Manor of Charlton Kings, later Ashley. In: Transactions of the Bristol and Gloucestershire Archaeological Society. Band 54, 1932, S. 145–165 (PDF online).
- Gloucestershire in the Pipe Rolls. In: Transactions of the Bristol and Gloucestershire Archaeological Society. Band 57, 1935, S. 49–109 (PDF online).
- Gloucestershire in the Pipe Rolls. In: Transactions of the Bristol and Gloucestershire Archaeological Society. Band 59, 1937, S. 185–204 (PDF online).